# セルゲイ・ブニャチェンコ
セルゲイ・クジミチ・ブニャチェンコ （ロシア語: Сергей Кузьмич Буняченко, ラテン文字転写: Sergei Kuzmich Bunyachenko, 1902年10月5日 – 1946年8月2日）は、第二次世界大戦期のソ連の軍人。投降して対独協力者になり、ロシア解放軍（ROA）の少将となった。1946年に反逆罪の廉で有罪となり、絞首刑に処された。

## 経歴
初期の経歴
クルスク県（現在のクルスク州）のウクライナ系貧農のもとに生まれる。1918年4月に15歳で赤軍に入隊し、ロシア内戦において一兵卒としてウクライナ戦線で従軍した。1919年にソビエト連邦共産党に入党し、1923年にオデッサ士官学校を卒業した。その後、中隊副司令官に昇進し、中央アジアにおいてバスマチ蜂起の対処を行なった。その功によりタジク・ソビエト社会主義共和国より受勲。1930年まで中央アジアにおいて勤務した。1932年から1935年にかけてM.V.フルンゼ名称軍事アカデミーに通い、卒業後第78独立連隊の参謀となる。
高級将校として
1937年に当時ソビエト連邦が特にウクライナで行っていた農業集団化政策を批判し、そのために共産党から除名された。その後、経緯は不明であるが厳重注意に格下げされる。
ブニャチェンコは第39ライフル軍団の参謀補佐に任命され、1938年にハサン湖の戦いで日本軍と戦った。
1942年に沿コーカサス戦線に配属されていた第389歩兵師団の指揮官に任命された。1942年8月にモズドク＝チェルフチョーノエ地区付近のテレク川の橋を破壊せよとの指令が下る。しかし、一部の赤軍部隊はまだ橋を渡っておらず、主防衛陣地からこれらの部隊を遮断する結果となった。そのためにブニャチェンコは逮捕され、裁判にかけられることとなる。
1942年9月に軍事法廷において死刑判決が下される。しかし、死刑判決は後に10年間のグラグでの懲役刑に減刑され、終戦後執行するものとして将校として復帰。第59ライフル旅団の司令官に任命されたが、旅団はすでに35％以上の人員を喪失する損害を負っていた。1942年11月、旅団はほぼ壊滅し、ブニャチェンコはその損害の責任を負わされ、新たに逮捕の危機に瀕した。
投降とロシア解放軍における軍務
1942年12月、ウラジカフカスの25km西においてルーマニア軍第2歩兵師団の偵察部隊に投降。クリミア半島およびヘルソンに建設されていた強制収容所に送られ、1943年6月まで捕虜生活を送る。5月にアンドレイ・ウラソフ将軍率いる反共部隊であるロシア解放軍への参加を希望した。
1943年9月にフランス、サルト県のル・マンに駐留していたドイツ国防軍第7軍司令部付の通信将校として勤務。1944年6月から7月にかけて東方部隊所属の2連隊を指揮し、フランス沿岸においてオーヴァーロード作戦に対する防衛を行なった。西部戦線における戦功により二級鉄十字章を受章。1944年11月10日、ROAの第一歩兵師団の指揮官に任命され、約2万人を指揮下に収めた。
1945年2月に少将へと昇進し、3月に東部戦線へと配属される。4月中旬にソ連軍の進軍を食い止めるため、オーデル川の防衛作戦へ参加。作戦の失敗後、4月16日に部隊に対してチェコへ撤退する指令を下した。
ウラソフとブニャチェンコはROAのうちまだ士気を保っている部隊をチトー率いるパルチザンに対処するためスロベニアに送ることを計画したという。また、それによってスロベニア、クロアチア及び北部ボスニアを奪還し、戦後に親連合国的な「白ユーゴスラビア」を建国しようとしたとも言われている。ただし、これらは裏付けがなく、信憑性に乏しい。しかし、記録によればROAとブニャチェンコはナチス・ドイツを裏切り西側連合諸国への寝返りを画策していたという。
プラハ蜂起
ブニャチェンコの師団が前線から移動する際、彼は1945年5月4日にプラハ蜂起を指導したパルチザンと協定を結んだ。ブニャチェンコの師団は5月6日に親衛隊との戦闘を開始し、5月7日には再攻撃を命じられた。しかし、その日の夕方には共産主義者の影響により、チェコ国民評議会がROAに対してプラハから退去するよう要請した。それを受け、ブニャチェンコは西部のアメリカ軍との前線へと撤退した。
ソ連当局による逮捕
5月12日、ブニャチェンコは米軍が正式な降伏を受け入れるつもりがないと知らされたため、彼は師団を解散させた。5月15日にブニャチェンコ及び師団司令部はアメリカ軍に対し降伏。米ソ間のソ連市民はソ連政府に対し引き渡されるとの協定により、ブニャチェンコ及びその指揮下にあった者はすでに亡命しソ連市民でなかった白系ロシア人を含めソ連の捕虜となった。
投獄、裁判と処刑
降伏後、ブニャチェンコはモスクワのブトィルカ収容所へ送還された。裁判はロシア諸民族解放委員会及びROAのメンバーとともに「疑わしきウラソフ主義者に対する裁判」として1946年7月30日から8月1日にかけてソ連軍事法院にて行われた。裁判官としてヴァシリー・ウルリヒ、F・F・カラヴァイコフ、G・N・ダニーロワが参加。被告人は新聞において「ソビエト連邦に対しスパイ活動、サボタージュ行為、テロ行為を行なったドイツの諜報員」とされた。
裁かれた12人は全てテロ行為、破壊工作、反ソビエト的扇動、犯罪的陰謀、そして反逆罪に問われた。裁判は被告人が参加しないまま秘密裏に行われ、また政治局は軍事法院に対し裁判の始まる1週間前、7月23日には死刑判決を下すよう命令していたという。ブニャチェンコを含む12人の被告全てが有罪判決を下され、1946年8月1日に絞首刑が執行された。遺体はNKVDによって火葬され、灰はドンスコイ修道院の堀に流された。
2001年11月1日、ロシア連邦軍事法院はブニャチェンコを含む被告に対し反ソ扇動の罪に対する判決を覆したが、残り4つの罪についてはそのまま有罪であるとした。